# أوه وو مويته أروكو
أوه وو مويته أروكو (باليابانية: 上を向いて歩こう) وتعني«سأمشي رافعا الرأس للأعلى» هي أغنية يابانية قام بأدائها ساكاموتو كيو، والكلمات من كتابة روكوسوكه إي، وهاتشيدا ناكامورا. يطلق عليها في الإنكليزية اسم "Sukiyaki". وصلت الأغنية إلى أعلى المبيعات في الولايات المتحدة عام 1963، وحققت رقم مبيعات وصل إلى 13 مليون نسخة عالميا.
تبدأ الأغنية بالمقطع التالي:
上を向いて歩こう أوه وو مويته أروكو (سأمشي رافعا الرأس للأعلى)
涙がこぼれないように ناميدا غا كوبوريناي يوني (وهكذا فإن دموعي لن تسقط)
思い出す春の日 أومويداسو هارو نو هي (متذكرا أيام الربيع)
一人ぼっちの夜 هيتوري بوتشي نو يورو (وحيدا في هذه الليلة)

## نسخ أخرى
بعض الفرق والمغنين الآخرين الذين قاموا بتسجيل الأغنية أو تحويرات عنها:
- ذ فانتشورز
- أوتادا هيكارو